# Sebeborci
Sebeborci este o localitate din comuna Moravske Toplice, Slovenia, cu o populație de 485 de locuitori.